# IMac G5
iMac G5 był serią komputerów Macintosh firmy Apple. W odróżnieniu od najnowszych modeli iMaców używał on procesorów o architekturze PowerPC. Była to ostatnia seria iMaców na której można było uruchamiać Mac OS Classic.
Seria G5 miała w ofercie 2 rodzaje komputerów – posiadające monitory panoramiczne o przekątnych 17 i 20 cali. Procesory były taktowane częstotliwościami 1.6–2.1 GHz.
iMac G5 był również komputerem który jako pierwszy od Apple posiadał 2 oraz 4 rdzeniowy procesor PowerPC G5, najmocniejsza dostępna jednostka posiadała 2.5 GHz na każdym z czterech rdzeni. iMac G5 był dostępny w wersji All in One (czyli był cały „zapakowany” w monitor) oraz w wersji Tower (bardziej znana jako Power Mac G5) która była oddzielona od monitora (ta pozwalała na wprowadzanie większych zmian w konfiguracji komputera niż w wersji All in One, czyli np. zmiana karty graficznej). iMac G5 posiadał możliwość rozszerzenia ram do 4 GB  a wersja tower nawet do 16 GB.
Obecnie ten komputer nie posiada już większego zastosowania; najwyższa wersja systemu, którą obsługuje to Mac OS X Leopard 10.5.8.